# Sven-Agne Larsson
Sven-Agne Larsson (* 6. Oktober 1925 in Göteborg; † 5. Januar 2006 ebenda) war ein schwedischer Fußballspieler, der vor allem als Trainer bekannt wurde.

## Wirken
Sven-Agne Larsson war 1940 als Fünfzehnjähriger Mitbegründer des Vereins BK Häcken, der im industriellen Göteborger Stadtteil Hisingen beheimatet ist und erstmals 1983 in die erste Liga aufstieg. Er selbst spielte von 1940 bis 1955 in 360 Partien als Verteidiger für den Verein, der mit ihm nach einem Durchmarsch durch die unteren Klassen 1952 in die zweite Liga aufstieg. Nach zwischenzeitlichem Abstieg gelang Häcken 1955 nach einem Spiel vor mehr als 18.000 Zusehern – noch heute bestehender Vereinsrekord – im Ullevi-Stadion der erneute Wiederaufstieg.
Als Trainer begann er seine Laufbahn beim isländischen KR Reykjavík, ehe er BK Häcken 1958 und 1959 in der dritten Liga betreute. Danach trainierte er zweimal den Erstligisten Örgryte IS aus dem gleichnamigen Göteborger Stadtteil, mit dem er 1968 abstieg, aber umgehend wieder aufstieg.
Er gelangte vor allem bei Åtvidabergs FF zu Ruhm. Seine Zeit dort beschreibt die Glanzzeit des Vereins. Er übernahm den Verein 1971 als Nachfolger von Bengt Gustavsson, unter dem Åtvidaberg 1968 nach langer Abwesenheit wieder aufstieg und 1970 den Pokal gewann. Unter Larsson konnte Åtvidabergs FF 1971 den Pokalsieg wiederholen und er führte den Verein zudem zur zweiten Vizemeisterschaft in Serie. 1972 gelang schließlich der Gewinn der Meisterschaft. Ein großer Erfolg war auch das Weiterkommen gegen den FC Chelsea in der zweiten Runde des Europapokals der Pokalsieger 1971/72 nach Ergebnissen von 1:1 und 0:0 aufgrund der Auswärtstorregel. Im anschließenden Viertelfinale war aber der Ost-Berliner BFC Dynamo eine zu hohe Hürde. Er wurde in seiner Zeit bei Åtvidaberg durch eine hohe Anzahl herausragender Spieler wie Kent Karlsson, Roland Sandberg und Conny Torstensson begünstigt. Insgesamt sieben Spieler dieser Generation vertraten Schweden bei der Weltmeisterschaft 1974. Unter seinem Nachfolger, dem Ungarn Ottó Dombos, gewann Åtvidaberg 1973 noch eine weitere Meisterschaft, ehe beim Verein ein Niedergang einsetzte.
1973 übernahm er den Erstligaabsteiger Halmstads BK, mit dem ihm der umgehende Wiederaufstieg gelang. In den beiden folgenden Saisonen gelang jeweils knapp der Klassenerhalt. 1976 trainierte er den unterklassigen nordschwedischen Verein Kiruna FF, ehe er 1979 erneut zu Örgryte IS zurückkehrte. Er führte den Verein 1980 nach vier Jahren Abwesenheit wieder in die erste Liga zurück. Mitte der 1980er Jahre betreute er noch den norwegischen Verein Hamarkameratene, bei dem er sich mit dem berühmten Satz „40 Jahre Fußball gespielt. Zehn Fehlpässe“ bei der Mannschaft einführte. 1985 gelang ihm auch hier ein Aufstieg in die erste Liga.
Larsson, der hauptberuflich Elektriker bei der Schiffswerft Götaverken war, verstarb 2006 im Alter von 80 Jahren. 2013 wurde im Göteborger Stadtteil Tolered im Stadtbezirk Hisingen der Sven-Agne Larssons Väg nach ihm benannt. Dort steht auch eine Bronze-Statue zu seinem Gedenken.

## Erfolge
- Schwedischer Meister: 1972
- Schwedischer Pokalsieger: 1971